# Calcio Castel San Pietro Terme 2005-2006
Questa voce raccoglie le informazioni riguardanti il Calcio Castel San Pietro Terme nelle competizioni ufficiali della stagione 2005-2006.

## Rosa
| N. |                   | Ruolo | Calciatore            |
| -- | ----------------- | ----- | --------------------- |
|    | Italia (bandiera) | C     | Michele Baldi         |
|    | Italia (bandiera) | D     | Paolo Bertok          |
|    | Italia (bandiera) | A     | Lorenzo Dal Rio       |
|    | Italia (bandiera) | C     | Federico Di Fuzio     |
|    | Italia (bandiera) | P     | Filippo Di Leo        |
|    | Italia (bandiera) | C     | Michelangelo Ferriani |
|    | Italia (bandiera) | A     | Raffaele Franchini    |
|    | Italia (bandiera) | C     | Guido Ghetti          |
|    | Italia (bandiera) | D     | Emiliano Giovannetti  |
|    | Italia (bandiera) | A     | Giacomo Gualtieri     |
|    | Italia (bandiera) | C     | William Jidayi        |
|    | Italia (bandiera) | D     | Paolo Lodi Rizzini    |

| N. |                   | Ruolo | Calciatore          |
| -- | ----------------- | ----- | ------------------- |
|    | Italia (bandiera) | A     | Giordano Meloni     |
|    | Italia (bandiera) | A     | Alessandro Olivieri |
|    | Italia (bandiera) | C     | Fabio Onestini      |
|    | Italia (bandiera) | C     | Andrea Pierantoni   |
|    | Italia (bandiera) | P     | Gianluca Poggi      |
|    | Italia (bandiera) | C     | Marco Prati         |
|    | Italia (bandiera) | D     | Alessandro Puggioli |
|    | Italia (bandiera) | C     | Fabio Sacenti       |
|    | Italia (bandiera) | D     | Cristian Silveri    |
|    | Italia (bandiera) | P     | Stefano Spada       |
|    | Italia (bandiera) | A     | Filippo Tassi       |
|    | Italia (bandiera) | D     | Matteo Tosi         |